# Гермсар
Гермса́р (перс. گرمسار) — місто в іранській провінції Семнан.

## Географія
Місто розташовано поряд із солончаковою пустелею Деште-Кевір, за 80 кілометрів на схід від Тегерана.

## Відомі уродженці
У передмісті Гермсара народився колишній президент Ірану Махмуд Ахмадінежад.